# Czad Festiwal
Czad Festiwal – odbywający się od 2013 roku w ostatni weekend sierpnia festiwal muzyczny, którego głównymi gatunkiem muzycznym jest szeroko pojęty rock, jednak na  festiwalu występują artyści reprezentujący takie kierunki jak reggae, blues, pop.
Terenem festiwalu jest Arena Park w Straszęcinie koło Dębicy.
W dotychczasowych edycjach obok polskich muzyków występowały zespoły i soliści z innych krajów. Sceny Czad Festiwalu gościły m.in.: grupy Sabaton, The OffSpring, Nighwish, Hollywood Undead, Within Temptation.

## Wystąpili

### Rok 2013 (Śnieżka Czad Festiwal)
- Polscy wykonawcy: Enej, Kamil Bednarek, Farben Lehre, Kult, Zabili mi żółwia, Totentanz, KSU, Kukiz, Raggafaya, Steel Velvet, Pajujo, Face Of Hate

### Rok 2014 (Śnieżka Czad Festiwal)
- Zagraniczni wykonawcy: Sabaton, Jaya the Cat
- Polscy wykonawcy: TSA, Coma, Mesajah, Jamal, Bas Tajpan, Luxtorpeda, Grubson, Gooral, Koniec Świata, Ubuntu, Totentanz, Dżem, IRA, Happysad, Bas Tajpan & Bob One, Mesajah, Strachy na Lachy,

### Rok 2015
- Zagraniczni wykonawcy: The Toy Dolls, Korpiklaani, Skindred, Within Temptation, The Offspring, Alestorm, Gentleman & The Evolution, Mellow Mood, Selfish Murphy, Powder For Pigeons, Paddy and the Rats
- Polscy wykonawcy: Lady Pank, Hunter, Poparzeni Kawą Trzy, KSU, Pidżama Porno, Kabanos, The Analogs, Vavamuffin, Happysad, Acid Drinkers, Cała Góra Barwinków, Indios Bravos, Lao Che, Łąki Łan, Ørganek, O.S.T.R., Tabu, Totentanz, Te

### Rok 2016
- Zagraniczni wykonawcy: Nightwish, Sabaton, Alborosie, Avantasia, Anthony B, Che Sudaka, Ensiferum, Enter Shikari, Royal Republic, Hollywood Undead, Dub Incorporation, Fiddler’s Green, Pennywise, Russkaja, The Dreadnoughts, The Exploited, NOFX, Worldly Savages
- Polscy wykonawcy: Lipali, Kabanos, Myslovitz, Mela Koteluk, Illusion, Farben Lehre, Damian Syjonfam, Konflikt, Perfect, Molly Malone's, Neonfly, Rozbujane Betoniary, Sexbomba, Wiewiórka na Drzewie, Pull The Wire

### Rok 2017
- Zagraniczni wykonawcy: Alestorm, Bassjackers, Bastille, Billy Talent, Zebrahead, Anti-Flag, Epica, Dubioza kolektiv, Sonata Arctica, Steve Aoki, KSHMR, Martin Jensen, Jay Hardway, The Offspring, Blind Guardian, Edguy, One Ok Rock, Brooks, Beyond The Black, Chocolate Puma, Firkin, Hoffmaestro, Jolly Jackers, Jonas Aden, Kensington, Ky-Mani Marley, La Raiz, Steff De Campo, The Freeborn Brothers,
- Polscy wykonawcy: Lady Pank, Agnieszka Chylińska, Czesław Śpiewa, Acid Drinkers, Coma, Hunter, Nocny Kochanek, Big Cyc, Łydka Grubasa, Trzynasta w samo południe, Witek Muzyk z Ulicy, Armia, Beniamin, Bethel, Blu'ska, EastWest Rockers, Runforrest, Sandpokers, Sayes, Totentanz, Vavamuffin,

### Rok 2018
27 lipca 2018 Agencja Artystyczna ARENA poinformowała o odwołaniu festiwalu, zaplanowanego w dn. od 15 do 18 sierpnia 2018. Jako przyczynę podając zbyt niskie zainteresowanie uczestników oraz utrudnienia ze strony lokalnych środowisk.